# Till the End
Till the End è un brano della rock band Toto, terzo singolo estratto dall'album del 1986 Fahrenheit.

## Informazioni
La canzone fu scritta da David Paich e Joseph Williams, come singolo ebbe un buon successo commerciale, si posizionò al ventesimo posto nella Billboard Hot 100, e trentasettesimo nella Official Singles Chart. Il brano è molto influenzato dall'Hard rock, più alcune mescolanze di Pop rock e AOR. Il brano è interamente cantato da Joseph Williams, e come ospiti nella registrazione troviamo alle trombe Jerry Hey, Gary Grant e Chuck Findley.

## Videoclip
Nel video viene mostrata la band che suona in uno spazio chiuso circondato da colonne, tutti i membri della band sono vestiti i classico bianco e nero, però con qualche modifica (ad esempio Joseph nel video porta anche un cappello da cowboy). Nel video compare anche una allora sconosciuta Paula Abdul (diventata poi famosa come cantante), nel ruolo di ballerina.

## Tracce
1. Till the End
2. Don't Stop Me Now

## Il B-side Don't Stop Me Now
Come B-side del disco in vinile c'è Don't Stop Me Now, un brano strumentale di tre minuti, con chiare influenze Jazz (anch'esso compreso in Fahrenheit). L'influenza jazz del brano è dovuta a Miles Davis, che compare come ospite nel brano nel ruolo di tromba.

## Formazione
- Joseph Williams - voce principale (in Till the End)
- Steve Lukather - chitarra elettrica e voce secondaria (in Till the End)
- David Paich - tastiera e voce secondaria (in Till the End)
- Steve Porcaro - tastiera
- Jerry Hey - tromba (in Till the End)
- Gary Grant - tromba (in Till the End)
- Chuck Findley - tromba (in Till the End)
- Miles Davis - tromba (in Don't Stop Me Now)
- Mike Porcaro - basso elettrico
- Jeff Porcaro - percussioni